# 堀秀行 (保健医療経営大学)
堀 秀行（ほり ひでゆき）は、保健医療経営大学学長であり、同大学を運営する学校法人ありあけ国際学園の理事である。

## 略歴
- 1978年 長崎大学教育学部卒業。大学在学中は柔道部に所属[3]。
- 2014年 伝習館高等学校第39代館長[4][5]。
- 2015年7月 保健医療経営大学事務局長に就任[6]。
- 2020年6月 廣田良夫前学長退任後、2か月間の学長不在期間を経て、保健医療経営大学学長に就任。